# All This This Here
All This This Here ist ein Jazzalbum von Barry Guy und seiner Blue Shroud Band. Die im Studio der AssociaoOrquestra Jazz de Matosinhos, Porto, entstandenen Aufnahmen erschienen am 10. Juli 2023 auf dem polnischen Label Fundacja Słuchaj.

## Hintergrund
All This This Here ist eine 73-minütige Suite, die Guys langjährige Beschäftigung mit Samuel Beckett reflektiert. Guy ist seit langem von Beckett fasziniert, der den konzeptionellen Rahmen für Fizzles (Maya, 1993) lieferte, wenn auch ohne Worte, und für Time Passing..... (Maya, 2015), das Auszüge aus dem Werk Bing (1966) des Dramatikers enthielt.
Der Titel dieses für die Blue Shroud Band geschriebenen Werk stammt aus Becketts „What Is the Word“, seinem letzten Gedicht und einer Meditation über die Sprache – für Guy kann es als philosophisches Verständnis der Weite der Sprache angesehen werden, schrieb Andy Hamilton. Der Komponist hatte für das Kronos Quartet ein Streichquartett ohne Gesangsstimme geschrieben, das die Grundlage für ein Stück zu Blue Shroud bildete, in dem Sängerin Savina Yannatou begleitet wurde, die dort Becketts Gedicht vortrug. Das Album enthält zwei Versionen, sowohl des französischen Originals als auch der englischen Übersetzung.
Das Werk enthält auch die Vertonung eines weiteren späten Beckett-Gedichts, „Brief Dream“, sowie Gedichte anderer Autoren, in einem Stück, das sich auf die Vergänglichkeit des Lebens konzentriert, darunter Barra Ó Seaghdhas Poem „Waiting“. All This This Here ist das dritte große Werk seiner Blue Shroud Band nach dem gleichnamigen Debütalbum (Intakt Records, 2016) und Odes and Meditations for Cecil Taylor (NotTwo Records, 2018). Die Liner Notes des Albums enthalten Texte, die einen Einblick über Guys Quellen geben, sowie einen Essay des Autors und Filmproduzenten Jonathan Creasy, der die Entstehung und Konstruktion des Werks erläutert.

## Titelliste
- Barry Guy: All This This Here (Fundacja Słuchaj! – FSR 09 / 2023)[4]

1. Comment Dire 21:01
2. Waiting 6:20
3. Time Thing 1 10:08
4. Lysandra 12:06
5. Brief Dream and Two Haiku 5:35
6. Time Thing 2 5:49
7. What Is the Word 11:38

Die Kompositionen stammen von Barry Guy.

## Rezeption
So wie die Worte aus einer Vielzahl von Traditionen stammen, so sei es auch mit der Musik, meinte John Sharpe in All About Jazz. Ein einzigartiges Merkmal der Blue Shroud Band würde darin bestehen, dass sie erfahrene Praktiker der Barockmusik mit versierten Improvisatoren und solchen wie Guy, die in beiden Welten vertreten sind, sowie denen der zeitgenössischen Klassik und des Jazz zusammenbringt. Bei einer so reichhaltigen Speisekarte bestehe die Gefahr, dass es zu Verwirrung kommt und ein Geschmack den anderen überwältigt. Es sei Guys Genialität geschuldet, dass er sie zu einem zusammenhängenden Ganzen vereinen kann. Selbst nach über 72 Minuten sei das Album voller Ereignisse. Mit seinem sprunghaften Ehrgeiz und seiner spektakulären Ausführung setze es einen weiteren Höhepunkt in Guys Werk und erfordert gründliches Zuhören.
Eine Reihe von Kompositionen von Guy, der besser als improvisierender Bassist bekannt ist, lassen vermuten, dass er neben Duke Ellington und anderen stehen könnte, schrieb Andy Hamilton im Jazz Journal. Er bleibe ein zwar markanter, aber unterschätzter Komponist, dessen Werk zeitgenössische klassische und improvisierte Ansätze kreuze.
Manfred Papst empfahl das Album in der Neuen Zürcher Zeitung als Jazztipp der Woche und zeichnete All This This Here mit fünf Sternen aus.